# Lion-devant-Dun
Lion-devant-Dun è un comune francese di 182 abitanti situato nel dipartimento della Mosa nella regione del Grand Est.

## Società

### Evoluzione demografica
Abitanti censiti